# Ivan Crkvenčić
Ivan Crkvenčić (Slanje kraj Ludbrega, 24. lipnja 1923. – Zagreb, 24. listopada 2011.), hrvatski agrarni i regionalni geograf i geopolitičar.

## Životopis
Višu pedagošku akademiju i geografiju diplomirao je na Prirodoslovno-matematičkome fakultetu u Zagrebu. Na istom je fakultetu doktorirao 1956. i habilitirao 1959. Od 1950. zaposlen je na Geografskom odsjeku Prirodoslovno-matematičkoga fakulteta u Zagrebu, gdje je od 1971. do umirovljenja 1993. bio redoviti profesor. Godine 2000. stječe počasno zvanje profesora emeritusa.
Na usavršavanju ili kao predavač bio je u Ujedinjenome Kraljevstvu, Norveškoj, Njemačkoj, SAD-u, Srbiji i drugim hrvatskim fakultetima i sveučilištima. Dekan Prirodoslovno-matematičkoga fakulteta bio je između 1978. i 1982., a ravnatelj toga fakulteta od 1984. do 1988. godine. Zagovornik osnivanja Instituta za geografiju Sveučilišta u Zagrebu, čiji je bio prvi i jedini ravnatelj (1964. – 1974.)

## Djelo
Pokretač je i dugogodišnji urednik časopisa Geographical Papers (od 1965.) te zagovornik objavljivanja šest knjiga Geografija SR Hrvatske (1974. – 75.) na više od 1200 stranica. Zajedno sa sinom Mladenom, napisao je i udžbenik zemljopisa za ekonomske škole te više stručnih i znanstvenih radova, kao i s Antunom Schallerom i Stjepanom Štercom.
Bavio se agrarnom i regionalnom geografijom Hrvatske i Afrike, metodologijom socijalne geografije i političko-zemljopisnim temama.

## Djela
Značajnija djela:
- Afrika: regionalna geografija (1966.)
- Afričko Sredozemlje (1980.)
- Agrarna geografija (suautor; 1988.)

## Vanjske poveznice
- Popis radova u katalogu Knjižnica Grada Zagreba, katalog.kgz.hr